# The European Fine Art Fair
The European Fine Art Fair, afgekort TEFAF, is een jaarlijks terugkerende meerdaagse kunst- en antiekbeurs in de Nederlandse stad Maastricht. De beurs vindt sinds 1988 plaats in de maand maart in het beurzencentrum MECC Maastricht en wordt in de kunstwereld als toonaangevend beschouwd. Sinds 2016 vinden jaarlijks ook TEFAF-beurzen in New York plaats.

## Geschiedenis

### Ontstaan van de beurs (1975-1987)
De beurs begon in 1975 als Pictura Fine Art Fair, een kunstbeurs met 28 deelnemers in de inmiddels niet meer bestaande Eurohal, destijds gevestigd op de Griend in de wijk Sint Maartenspoort. Initiator van de beurs was de Maastrichtse kunsthandelaar Jacques van Rijn (1927-2013) en Jan Huijnen, directeur van de Eurohal. Later werd Robert Noortman bij het project betrokken. De antiekbeurs Antiqua werd in 1978 opgericht, met 48 deelnemende antiquairs en antiquariaten. Vanaf 1979 werd de antiekbeurs gehouden in de Geulhal in Valkenburg.
In 1985 besloten de twee beurzen gezamenlijk verder te gaan onder de naam Antiquairs International & Pictura Fine Art Fair. Founding members van de nieuwe beurs waren onder meer Clemens van der Ven, Jan Dirven, Josephine Dirven-Duyndam, Evert (VII) Douwes, Johnny van Haeften, David Koetser, Eugène Stender en Jacob Stodel.

### Groei van de beurs (1988-2015)
In 1988 verhuisde de beurs van de Eurohal naar het nieuwe beursgebouw MECC in de wijk Randwyck. In hetzelfde jaar werd de naam gewijzigd in The European Fine Art Fair.
In 1991 werd de sectie 'moderne en hedendaagse kunst' toegevoegd. Het aantal deelnemers aan de beurs bedroeg dat jaar 135. Een jaar later werd de sectie 'juwelen' toegevoegd. Het aantal bezoekers steeg naar 35.000. In 1993 werden de secties 'boeken, manuscripten en kaarten' en 'klassieke kunst' toegevoegd. 1994 was het jaar van de omslag; onder andere door de combinatie met een expositie van topstukken uit het Hermitage-museum bezochten meer dan 60.000 mensen de beurs, een verdubbeling ten opzichte van de voorgaande jaren. Tussen 1995 en 1999 werd de nevenbeurs TEFAF Basel gehouden in het Zwitserse Bazel. In 1997 werd een satellietbeurs in New York overwogen, maar het lukte niet daarvoor een geschikte locatie te vinden, waarna het idee werd verlaten.
In 2004 was het bezoekersaantal gestegen tot boven de 75.000. Na een piek van 84.000 bezoekers in 2006 besloot de organisatie de toegangsprijs te verhogen om het exclusieve karakter van de beurs te bewaren. In 2008 werd 'TEFAF Showcase' geïntroduceerd, waarbij aan jonge handelaren de mogelijkheid wordt geboden zich aan een internationaal koperspubliek te presenteren. 

In 2012, ter gelegenheid van het 25-jarig bestaan van de beurs, werd het TEFAF Museum Restoration Fund gesticht als blijk van waardering voor de directies van museums die de beurs regelmatig bezoeken. Het fonds, met een maximum van € 50 000,- is voorzien voor de restauratie van kunstwerken in een van de betrokken museums en voor het delen van kennis over het conserveren ervan. In 2014 bestonden vergevorderde plannen om een satellietbeurs in Peking te houden, maar uiteindelijk ging dit niet door omdat de Chinese markt er nog niet rijp voor zou zijn. Op de beurs van 2015 waren vertegenwoordigers van 262 internationale musea aanwezig, variërend van kleine regionale musea tot belangrijke instituten als het Louvre en het Museum of Modern Art. Een kleine 400 bezoekers arriveerden per privévliegtuig. Het Rijksmuseum verwierf dat jaar het schilderij De doorbraak van de Sint-Anthonisdijk in Amsterdam van Jan Asselijn uit 1651.

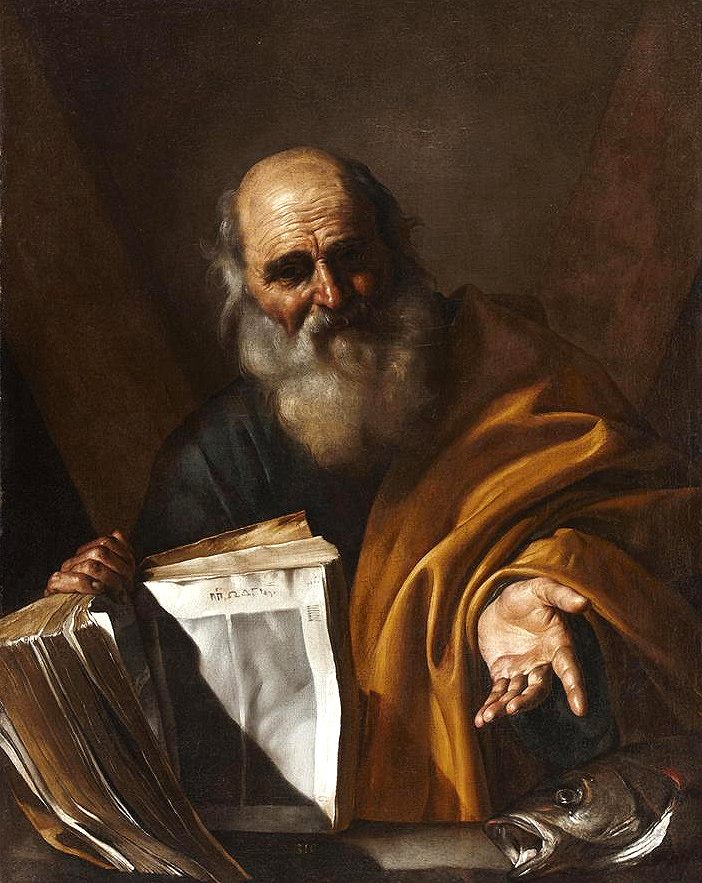
Ribera's Heilige Andreas, TEFAF 2010
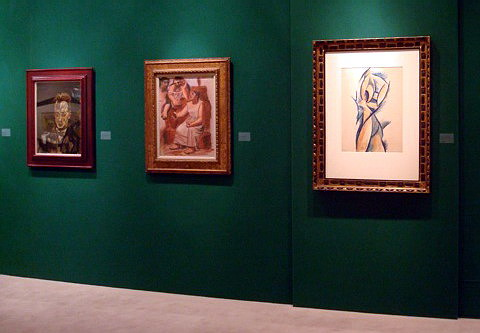
Drie Picasso's op rij, TEFAF 2011
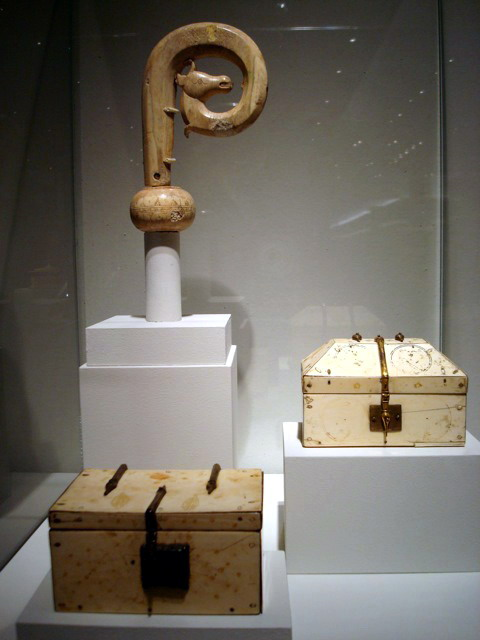
Middeleeuws ivoor, TEFAF 2011
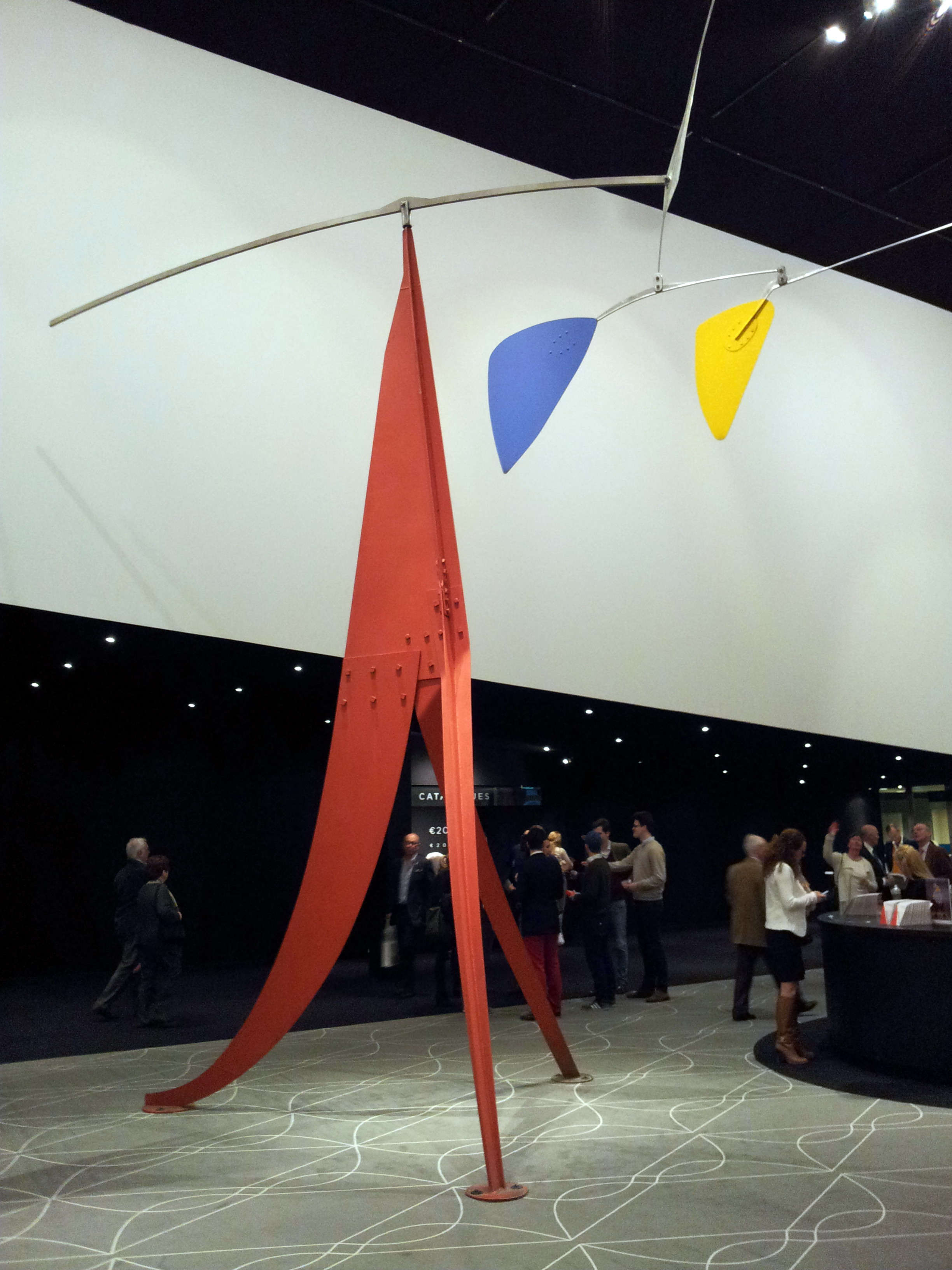
Alexander Calders mobile, TEFAF 2014

### Uitbreiding naar New York (vanaf 2016)
In aanloop naar de opening van TEFAF 2016, verwierf het Haagse Mauritshuis een bloemstilleven Vaas met bloemen in een stenen nis (1615) van de hand van de uit de Zuidelijke Nederlanden afkomstige Roelant Savery. Om grotere naamsbekendheid te krijgen, besloot TEFAF vanaf 2016 jaarlijks twee kunstbeurzen in New York te houden. In oktober 2016 vond TEFAF New York Fall plaats, een beurs voor handelaren in antiek en oude kunst. In mei 2017 volgde TEFAF New York Spring voor handelaren in 20e-eeuwse kunst en design. Beide beurzen vinden plaats in een 19e-eeuws militair bouwwerk, Park Avenue Armory aan de Upper East Side van Manhattan, dat door het Zwitserse architectenbureau Herzog & de Meuron is gerestaureerd.
In 2020 werd de beurs in Maastricht voortijdig – met nog vier dagen te gaan – beëindigd vanwege de coronapandemie. Eén standhouder bleek besmet met het SARS-CoV-2-virus. Naar aanleiding daarvan sloot de beursdirectie op woensdag 11 maart om 19:00u de beurs. Om dezelfde reden vonden de beurzen van 2021 in Maastricht en New York geen doorgang. Wel werden in november 2020 en september 2021 online-beurzen georganiseerd. De beurs kwam in 2022 in het nieuws vanwege een roofoverval, waarvoor mogelijk leden van de internationaal opererende juwelenroversbende Pink Panthers verantwoordelijk zijn. Vanaf 2024 zal de Maastrichtse beurs nog maar zeven dagen duren, in plaats van tien dagen, zoals voorheen. Men hoopt met deze maatregel nieuwe deelnemers te trekken.

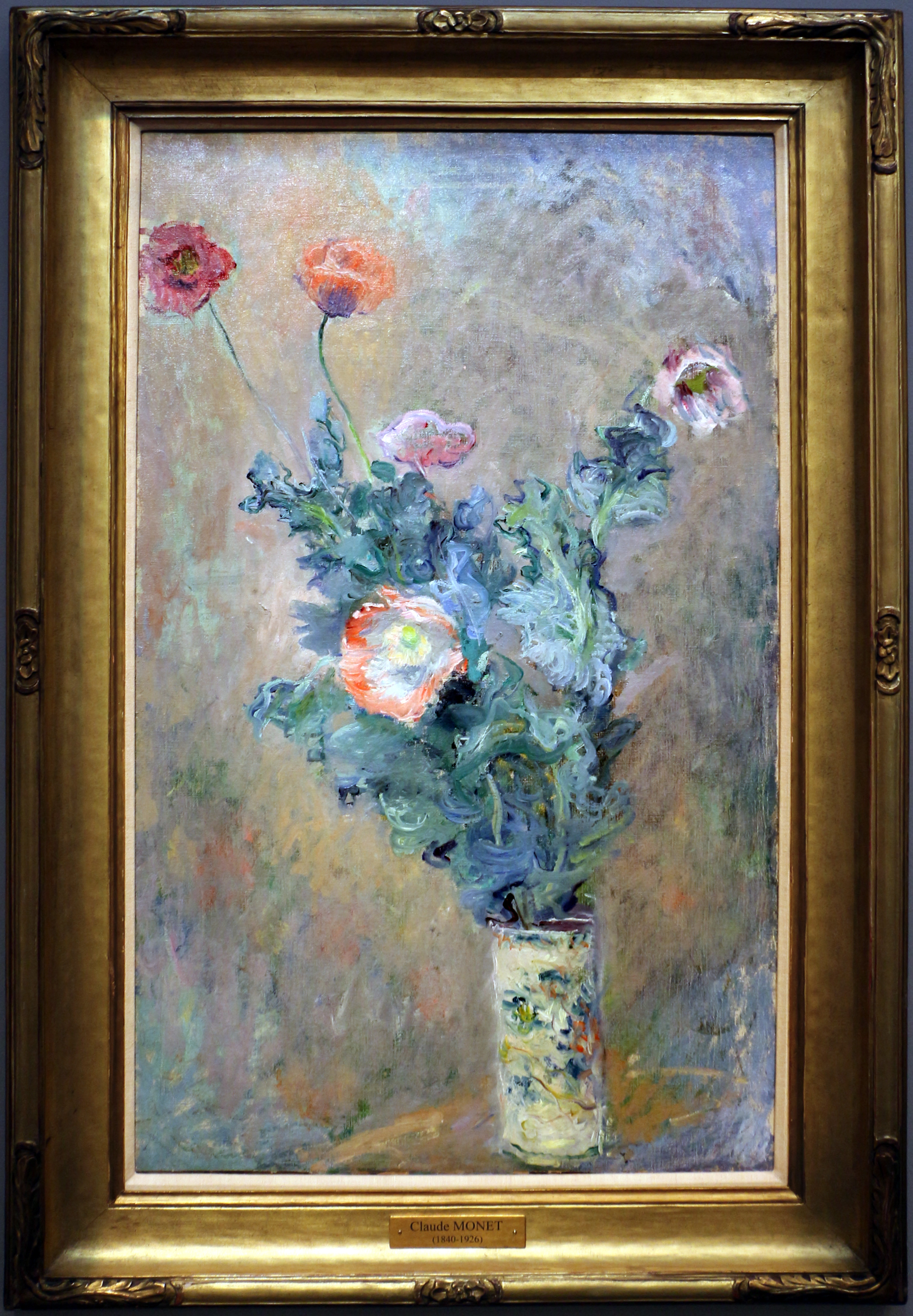
Monets Papavers in een Chinese vaas, TEFAF 2016
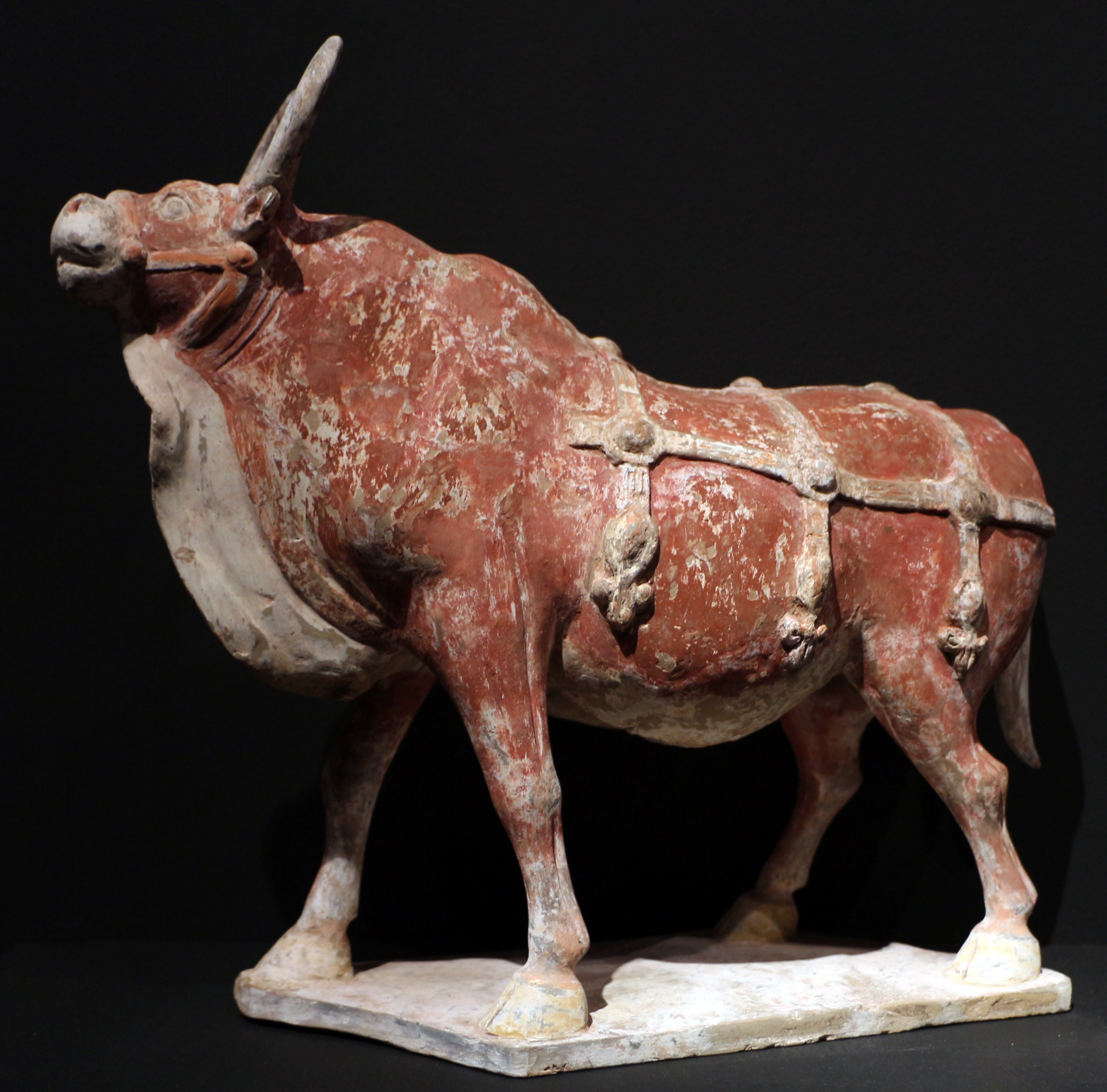
Os met tuig (Tang-dynastie), TEFAF 2016
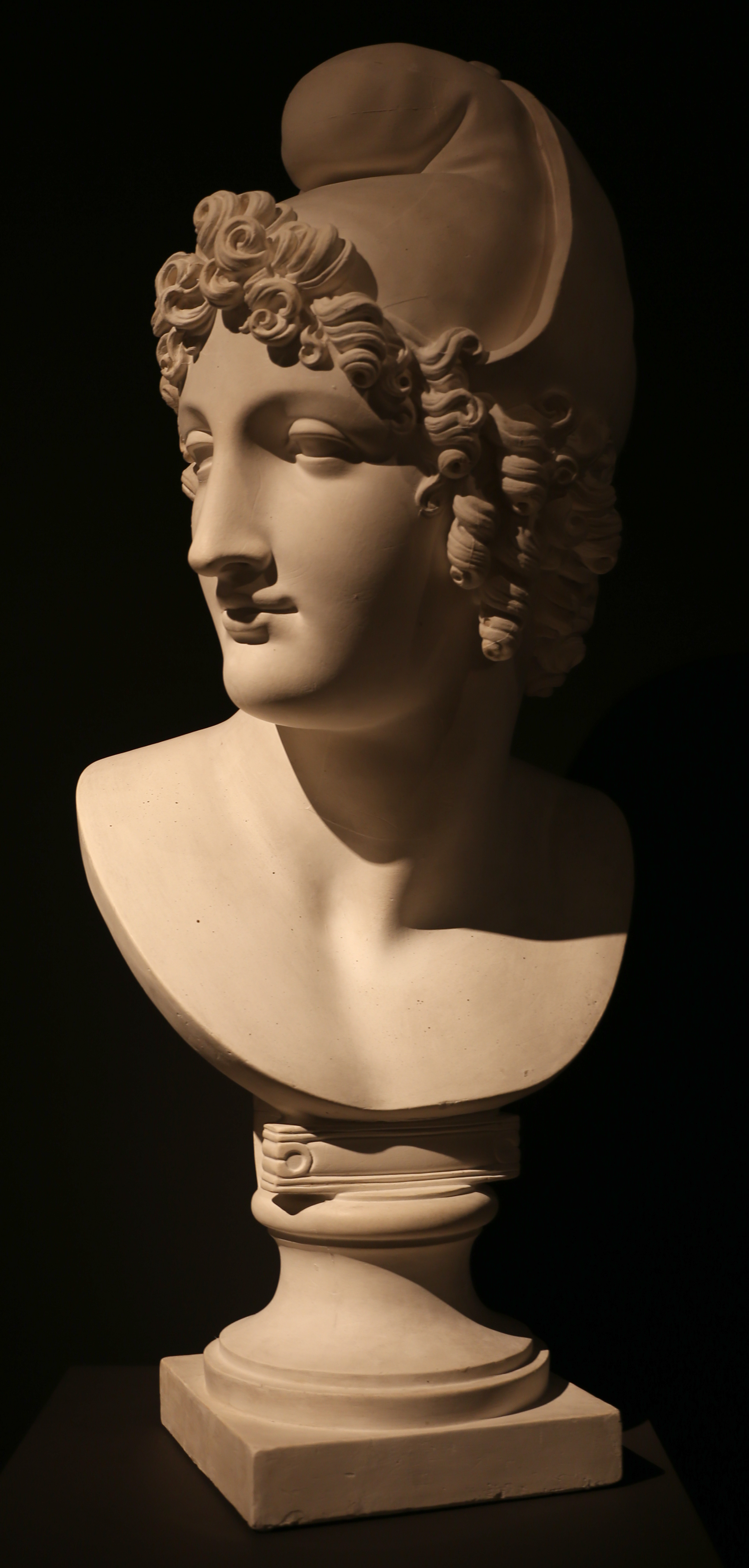
Canova's Paris (ca. 1812), TEFAF 2017
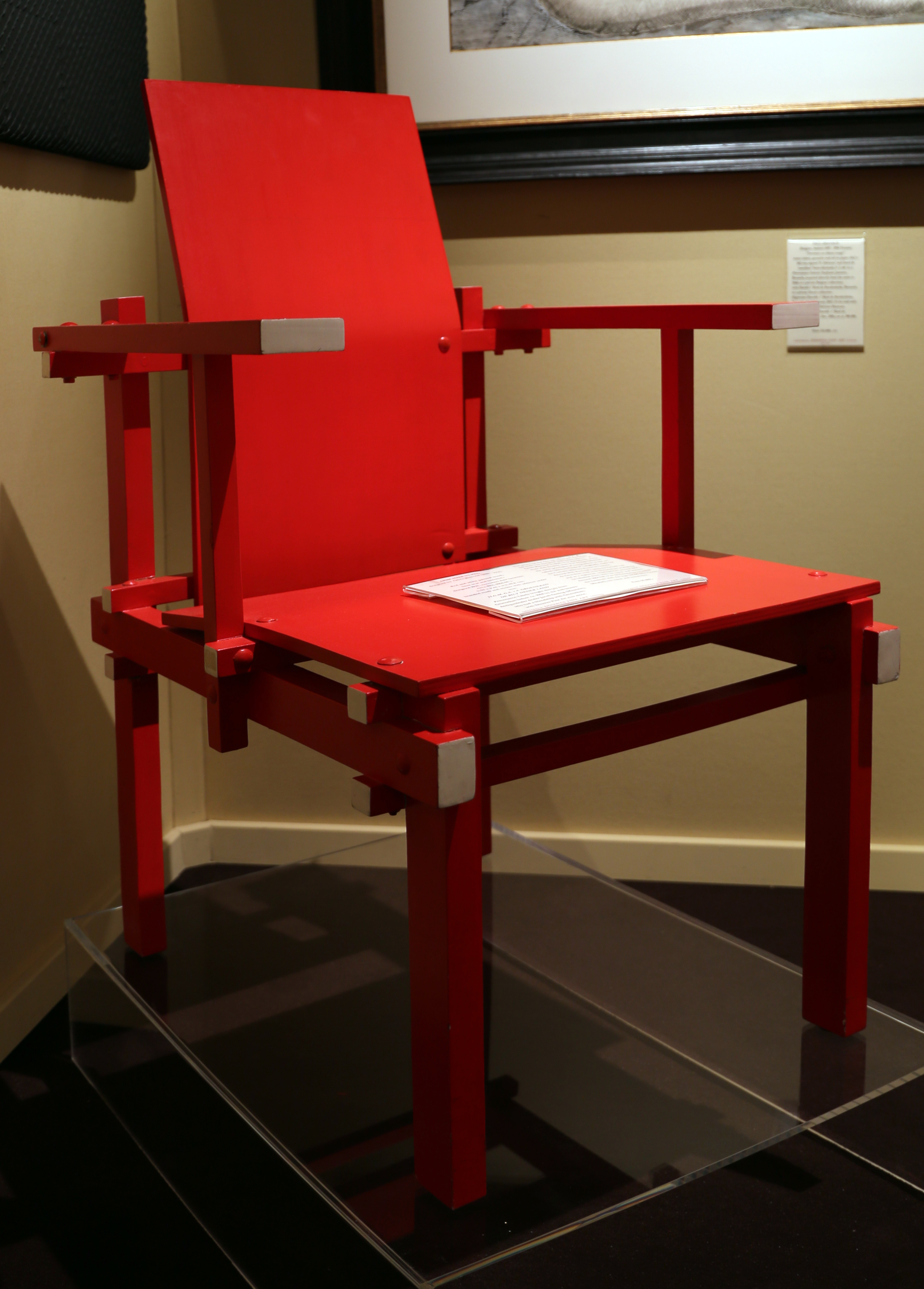
Rietveldstoel (1925), TEFAF 2017

## Organisatie van de beurs
TEFAF wordt sinds 1989 georganiseerd door de Stichting TEFAF, gevestigd te 's-Hertogenbosch. Bestuursvoorzitter is sinds 2017 Nanne Dekking. Zijn voorgangers in die functie waren Ben Janssens (2007-14) en Willem van Roijen (2014-17). Leden van de raad van toezicht zijn/waren onder anderen Henk van Os, Konrad Bernheimer, James Roundell, David Cahn, Jonathan Green, Ugo Pierucci, Adrian Sassoon en Valentina Vico. Paul Hustinx, sinds 1984 verbonden aan de beurs en van 1998 tot 2015 directeur van het dagelijks bestuur, ontving bij zijn afscheid in februari 2015 het Teken van Verdienste van de gemeente Maastricht. Hustinx werd opgevolgd door achtereenvolgens Patrick van Maris, Sofie Scheerlinck (interim), Charlotte van Leerdam en Bart Drenth. Die laatste stapte in juni 2023 plotseling op. Vanaf 2024 is Dominique Savelkoul directeur. Global Chairman of Vetting (verantwoordelijk voor de keuring en de keuringscommissies van de drie kunst- en antiekbeurzen van TEFAF) is sinds maart 2019 Wim Pijbes, voormalig directeur van het Rijksmuseum. Pijbes volgde Henk van Os op, eveneens ex-Rijksmuseumdirecteur.

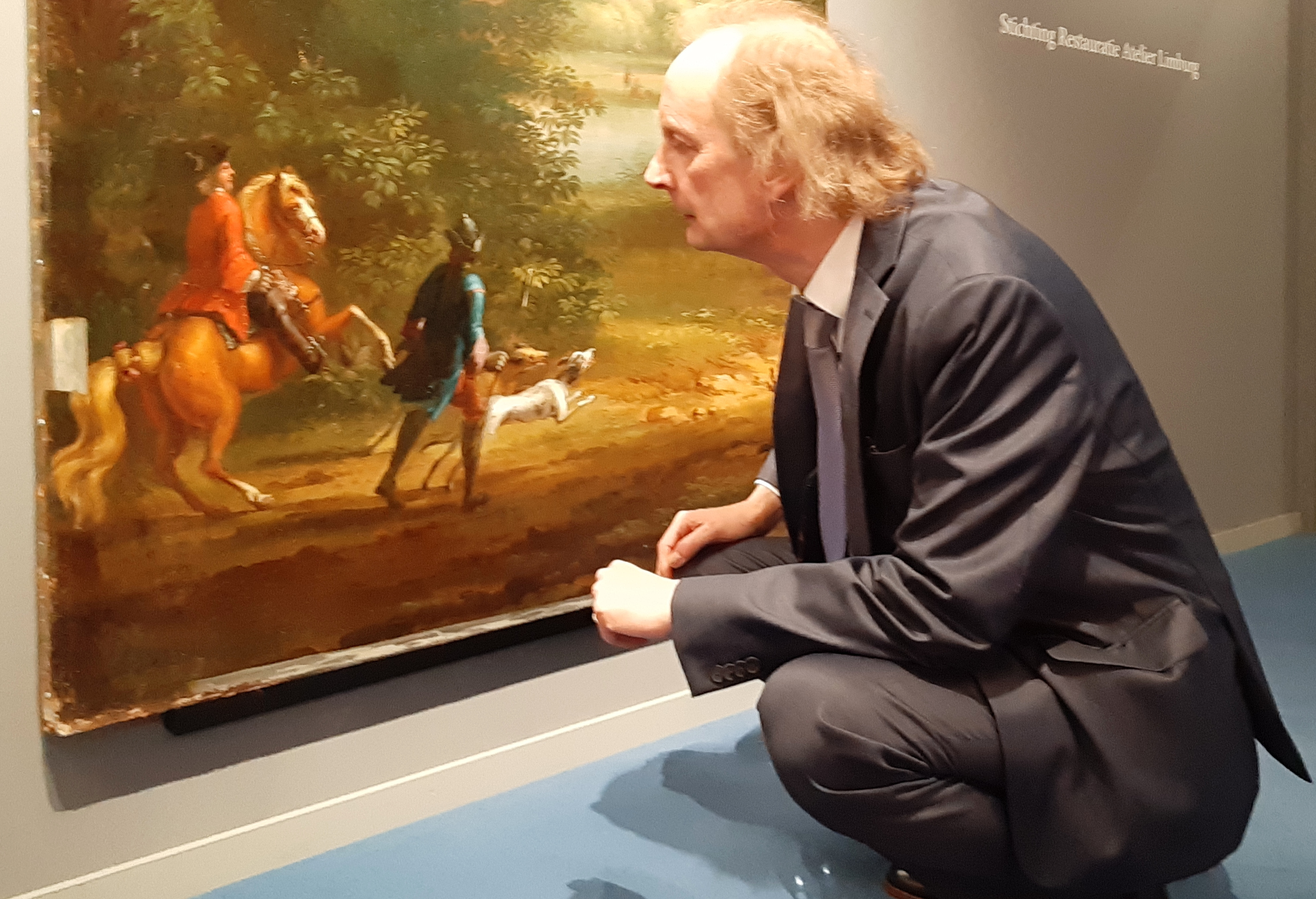
TEFAF 2019: René Hoppenbrouwers, directeur van restauratieatelier SRAL, inspecteert een schilderij

Deelname aan TEFAF is voorbehouden aan gerenommeerde galeries en kunsthandelaren. Jaarlijks nemen zo'n 250 handelaren uit ca 20 landen deel. De organisatoren verzekeren zich van de kwaliteit, conditie en de echtheid van de geëxposeerde voorwerpen door alle werken te laten keuren door een team van ca. 170 experts, onderverdeeld in circa 28 commissies. Daarbij is ook het Art Loss Register betrokken om roofkunst uit te sluiten. Deze procedure neemt drie dagen in beslag en gaat vooraf aan de beursopening. Ondanks al deze voorzorgen werd een metalen bijl van koning Shulgi ontdekt op de beurs van 2005. Het betreft een uit een graf geroofd artefact gedateerd 2100-2000 v. Chr. dat niet op legale manier Irak verlaten heeft. Men bezorgde het terug aan Irak, meer bepaald het Nationaal Museum van Irak.
De beurs beslaat een oppervlakte van 35.000 m² en is onderverdeeld in negen secties: oude kunst, moderne kunst, antiek, klassieke oudheden, manuscripten, werken op papier, design, TEFAF showcase (waarin nieuwe galeries de gelegenheid krijgen hun werk te tonen) en TEFAF businesspaviljoen. Het onderdeel TEFAF Paper (werken op papier) vormt tegenwoordig een afgezonderd beursonderdeel op de bovenverdieping van het MECC.

## Betekenis van de beurs voor stad en regio
Tijdens de tien dagen durende beurs bieden internationale kunsthandelaren hun mooiste en kostbaarste schilderijen, beelden en kunstvoorwerpen te koop aan, waarvoor beursbezoekers uit de hele wereld naar Maastricht komen. Ongeveer 80% van het wereldaanbod aan oude meesters is jaarlijks te zien op TEFAF. De openingsavond is een exclusieve aangelegenheid, waarbij privévliegtuigen af- en aanvliegen op Maastricht Aachen Airport. Onder de bezoekers van de afgelopen jaren bevonden zich museumdirecteuren, gekroonde hoofden, oliesjeiks, internetmiljonairs en celebrities.

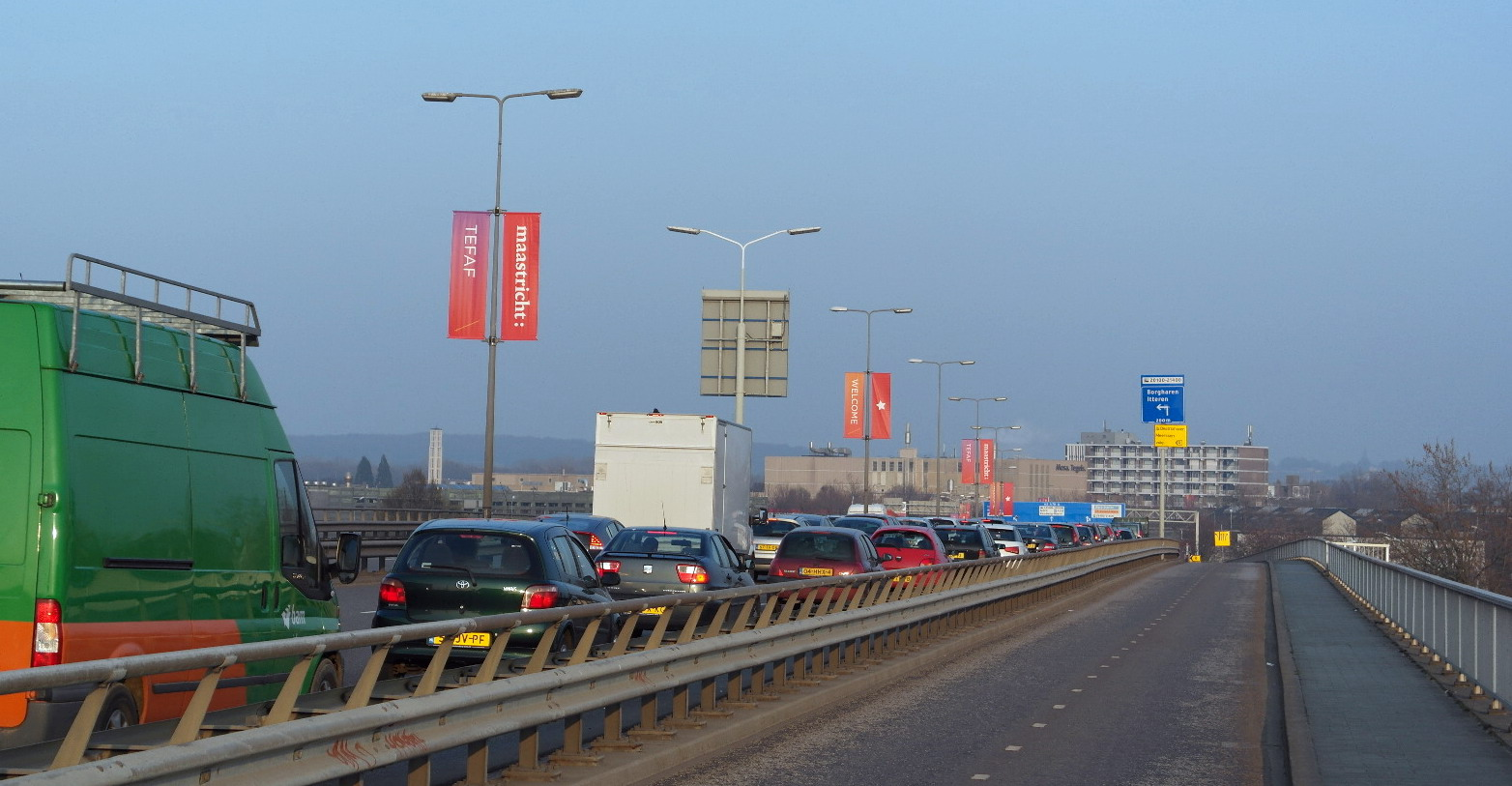
TEFAF-vlaggen op de Noorderbrug

TEFAF is een belangrijke stimulans voor de lokale economie en het culturele leven in Maastricht. Alleen al de opbouw van de beurs levert 50.000 manuren werk op. Voor de aankleding van de beurshal zijn ruim 150.000 verse bloemen nodig. Voor Maastrichtse hotels, restaurants, cafés en winkels betekent de beurs een periode van grote drukte. Jaarlijks wordt door Maastrichtse winkeliers een etalagewedstrijd georganiseerd met als thema kunst en antiek. Rondom de beurs vindt een aantal tentoonstellingen, concerten en evenementen plaats. In 2015 vond tijdens de beurs het 13e festival Jazz Maastricht plaats. Op het Vrijthof werd een internationaal polotoernooi georganiseerd.
In 2005 stelde TEFAF een bijzondere leerstoel voor kankeronderzoek in aan de Universiteit Maastricht. Sinds 2011 is TEFAF hoofdsponsor van het Maastrichtse Museum aan het Vrijthof, dat een zaal naar de beurs heeft vernoemd.
In 2021 stelde het Centre Céramique in Maastricht een fototentoonstelling samen van werk van Loraine Bodewes, met als thema vijftien jaar TEFAF. Al eerder, in 2004, won Bodewes de Zilveren Camera in de categorie kunst, cultuur, architectuur en techniek, eveneens met een TEFAF-foto.